# Teatro Alfredo Guzmán
El Teatro Alfredo Guzmán es un teatro de la Banda del Río Salí, Tucumán, Argentina. Se encuentra sobre la calle 9 de julio de la localidad mencionada, considerado el 4° teatro de importancia de la provincia y el mayor del este tucumano.

## Historia
La sala teatral fue inaugurada el 9 de mayo de 1980 por el intendente Nicolás Frasconá y el gobernador de facto Lino Montiel Forzano con un espectáculo de la orquesta de Pedro Ignacio Calderón y el ballet estable provincial. La obra fue financiada por el Fondo Patriótico Azucarero aportado por los ingenios azucareros de la zona, con el cual se realizaron diversas obras.
En el teatro se presentaron artistas como Julia Elena Dávalos, Los Cantores del Alba, Los Tucu Tucu, Julio Álvarez, entre otros. Además se hicieron representaciones religiosas, artísticas de pintura, musicales y  los certámenes de folklore Abril folclórico y el Mayo teatral. El espacio cultural cuenta con dos cuerpos estables: el ballet folclórico municipal y la banda de música municipal creada en 2016 y 1991 respectivamente. En la actualidad, también se llevan a cabo certámenes de bailes y colaciones de egresados de instituciones educativas.

## Descripción
El teatro cuenta con capacidad para 362 personas distribuidos en 266 en la sala principal y el Pullman con 96 espectadores. El sistema lumínico consta de 30 tachos de luces par 1000, luces ubicadas de frente con 12 tachos laterales (6 de cada lado), luces de contra (6 tachos al fondo), y de calle 12 tachos (6 de cada lado). Asimismo dispone de una cabina de sonido y un salón de conferencias. En el mismo lugar funciona la Dirección de cultura de la municipalidad bandeña.

## Toponimia
El teatro lleva el nombre de Alfredo Guzmán, quien fue un empresario, político y filántropo tucumano nacido en 1855. Junto a su esposa Guillermina Lestón emprendieron distintas acciones filantrópicas en Tucumán y fue propietario del Ingenio Concepción. En Banda del Río Salí construyó un hospital e infraestructura para trabajadores de la fábrica azucarera.